# Edoni
Edonii reprezintă un important trib tracic, alcătuit din 3 ramuri: edonii propriu-ziși, sithonii și mygdonii.

## Așezarea geografică
Edonii locuiau între râul Axios (astăzi râul Vardar) și Marea Egee, apoi s-au mutat lângă lacul Bolbeis (Holvi, Grecia) și în centrul peninsulei Chalcidice.

## Economia
Între anii 500-480 î.Hr. edonii au emis octodrahme de argint de 28grame pe care scria în limba greacă: Getas-regele edonilor. Pe avers: un personaj cu barbă, în picioare și cu doi boi, pe revers: un pătrat adâncit împărțit in patru. Monedele s-au găsit între Antiochia și Laodiceia ad Mare (azi Al-Ladhiqiyah oraș port sirian), dar și tocmai lângă fluviul Tigru, Mesopotamia.

## Cetăți edone
Herodot scrie ca tiranii Miletului la începutul sec.V î.Hr.au zidit o cetate la Myrkinos numită Eunea Hodoi (adică: Nouă Drumuri). Tucidide scrie că a fost stăpânit și de edoni. 
Acolo, la venirea campaniei sale în Tracia, Xerxes a ordonat sa fie îngropați de vii nouă baieți și fecioare, dintre copiii localnicilor, potrivit unui obicei persan. Orașul a fost atacat de atenieni, thasieni (insula Thasos) și de cei din regatul Macedoniei.
Un alt oraș important al edonilor în Tracia era Crenides, întemeiat de thasieni.

## Luptele cu grecii. Ocupația macedoneană

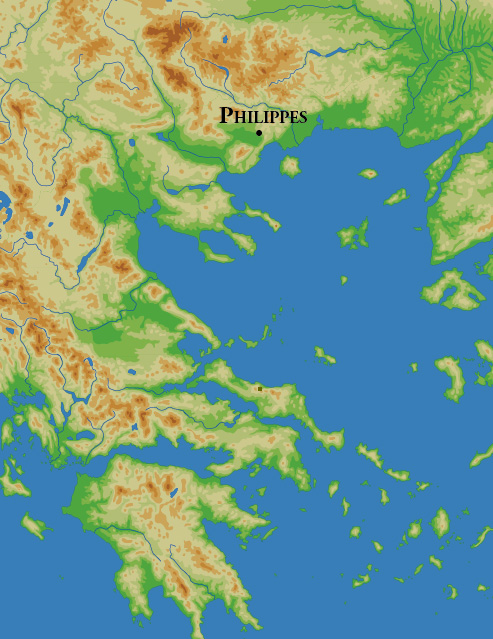
Oraşul Philippi azi în provincia Macedonia de Est, Grecia.

Atenienii au atacat în 465 î.Hr. cu 10000 luptători, conduși de Sophanes și Leagros, dar sunt învinși la Drabescos, lângă Daton (sursa: Strabon). Atacă iar în 437 î.Hr. sub comanda lui Hagnon, atenienii cuceresc orașul și întemeiază colonia Amphipolis, gonindu-i definitiv pe edoni.
Sub Filip al II-lea macedonenii se instalează definitiv aici, orașul devine atelierul principal pentru producția de monede din aur și argint începând cu Alexandru cel Mare.
Filip al II-lea  redenumește orașul Crenides în Philippi și instalează și aici ateliere monetare pentru regatul macedonean.
Dupa bătălia de la Pydna (168 î.Hr.), când macedonenii sunt înfrânți de romani, edonii au intrat în alcătuirea primei regiuni a Macedoniei "libere" devenită apoi provincie. La Phillipi, în 42 î.Hr. Octavian și Marc Antoniu i-au învins pe Brutus și Cassius.

## Cultura. Religia

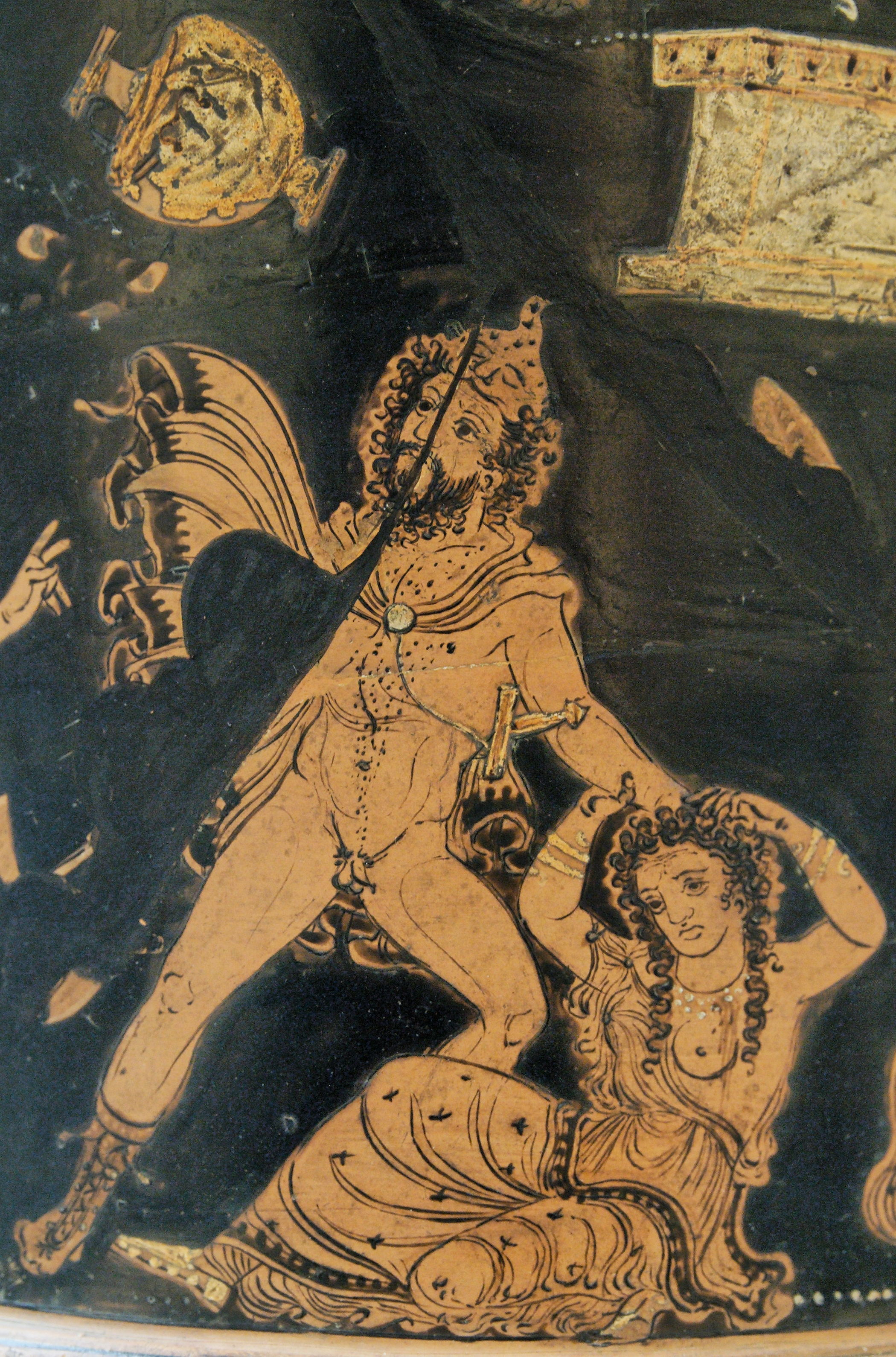
Lycurgus, într-un moment de nebunie, atacându-și soția. Pictură din perioada 350-340 î.Hr., British Museum.

Strabon scrie că edonii cinsteau pe zeița Cotys și pe zeul Lycurgus, al cărui cult era asemănator cu al zeului Dionysos, și că aveau "instrumente din munți" folosind "nume barbare pentru harpă" (harpa triunghiulara și harpa cu 20 de coarde)